# Whytes baardvogel
De Whytes baardvogel (Stactolaema whytii) is een vogel uit de familie Lybiidae (Afrikaanse baardvogels). Deze vogel is genoemd naar de Schotse natuuronderzoeker Alexander Whyte (1834-1908).

## Verspreiding en leefgebied
Deze soort komt voor in het oostelijke deel van Centraal- en zuidoostelijk Afrika en telt zes ondersoorten:
- S. w. buttoni: het noordelijke deel van Centraal-Zambia.
- S. w. stresemanni: zuidwestelijk Tanzania en noordoostelijk Zambia.
- S. w. terminata: het Iringa gebied (het zuidelijke deel van Centraal-Tanzania).
- S. w. angoniensis: oostelijk Zambia en westelijk Malawi.
- S. w. whytii: van zuidelijk Tanzania tot zuidoostelijk Malawi en noordwestelijk Mozambique.
- S. w. sowerbyi: van oostelijk Zimbabwe tot het westelijke deel van Centraal-Mozambique.

## Status
De grootte van de populatie is niet gekwantificeerd maar de soort wordt omschreven als plaatselijk algemeen. Op de Rode lijst van de IUCN heeft deze soort de status niet bedreigd.